# Coppa Mitropa 1956
La Coppa Mitropa 1956 fu la sedicesima edizione del torneo e venne vinta dagli ungheresi del Vasas.
A questa edizione non partecipano le squadre italiane e ciò consente di non disputare il turno preliminare.

## Partecipanti
| Nazione                   | Squadra                                | Campionato                                                          | Note                                                              |
| ------------------------- | -------------------------------------- | ------------------------------------------------------------------- | ----------------------------------------------------------------- |
| Austria (bandiera)        | SK Rapid Wacker                        | Campione d'Austria 1955-56 5º campionato d'Austria 1955-56          |                                                                   |
| Cecoslovacchia (bandiera) | UDA Praha Slovan ÚNV Bratislava        | Campione di Cecoslovacchia 1956 Vicecampione di Cecoslovacchia 1956 |                                                                   |
| Jugoslavia (bandiera)     | Crvena Zvezda Beograd Partizan Beograd | Campione di Jugoslavia 1955-56 Vicecampione di Jugoslavia 1955-56   |                                                                   |
| Ungheria (bandiera)       | Vörös Lobogó Vasas                     | Vicecampione d'Ungheria 1955 4º campionato d'Ungheria 1955          | Vincitrice Coppa Mitropa 1955 Vincitrice Coppa d'Ungheria 1954-55 |

## Torneo

### Quarti di finale
| Squadra 1             | Totale | Squadra 2             | Andata | Ritorno |
| --------------------- | ------ | --------------------- | ------ | ------- |
| SK Rapid              | 4 - 3  | Slovan ÚNV Bratislava | 3 - 0  | 1 - 3   |
| Wacker                | 2 - 2  | Partizan Beograd      | 1 - 1  | 1 - 1   |
| Crvena zvezda Beograd | 4 - 6  | Vörös Lobogó          | 1 - 1  | 3 - 5   |
| Vasas                 | 4 - 2  | UDA Praha             | 2 - 0  | 2 - 2   |

### Semifinali
| Squadra 1        | Totale | Squadra 2    | Andata | Ritorno |
| ---------------- | ------ | ------------ | ------ | ------- |
| SK Rapid         | 7 - 6  | Vörös Lobogó | 3 - 3  | 4 - 3   |
| Partizan Beograd | 2 - 6  | Vasas        | 1 - 0  | 1 - 6   |

### Finale
| Squadra 1 | Totale | Squadra 2 | Andata | Ritorno |
| --------- | ------ | --------- | ------ | ------- |
| SK Rapid  | 4 - 4  | Vasas     | 3 - 3  | 1 - 1   |

## Classifica marcatori
|  | Gol | Marcatore        | Squadra               |
|  | --- | ---------------- | --------------------- |
|  | 8   | Lajos Csordás    | Vasas                 |
|  | 6   | Gyula Szilágyi   | Vasas                 |
|  | 5   | Alfred Körner    | SK Rapid              |
|  | 4   | Gerhard Hanappi  | SK Rapid              |
|  | 4   | Péter Palotás    | Vörös Lobogó          |
|  | 3   | Borivoje Kostić  | Crvena Zvezda Beograd |
|  | 3   | Robert Körner    | SK Rapid              |
|  | 3   | Nándor Hidegkuti | Vörös Lobogó          |
|  | 3   | Marko Valok      | Partizan Beograd      |
|  | 3   | Sandor Lenkei    | Vasas                 |